# Przełęcz Łupkowska
Przełęcz Łupkowska, słow. Lupkovský priesmyk, 640 m n.p.m. – przełęcz w głównym grzbiecie Karpat, którym biegnie tu główny wododział europejski. Uznawana jako granica między Beskidem Niskim i Bieszczadami, a jednocześnie między Karpatami Zachodnimi i Wschodnimi. Grzbietem przez przełęcz biegnie granica Polski ze Słowacją (do 1920 z Węgrami). Pod przełęczą znajduje się tunel kolejowy o długości 416 metrów na linii kolejowej Zagórz – Medzilaborce.

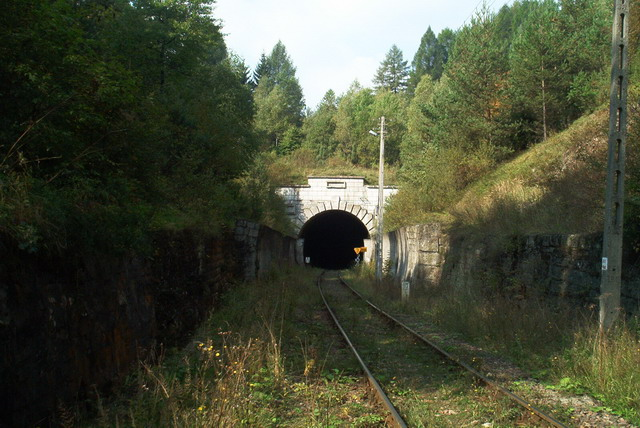
Wylot tunelu pod przełęczą Łupkowską na stronę polską

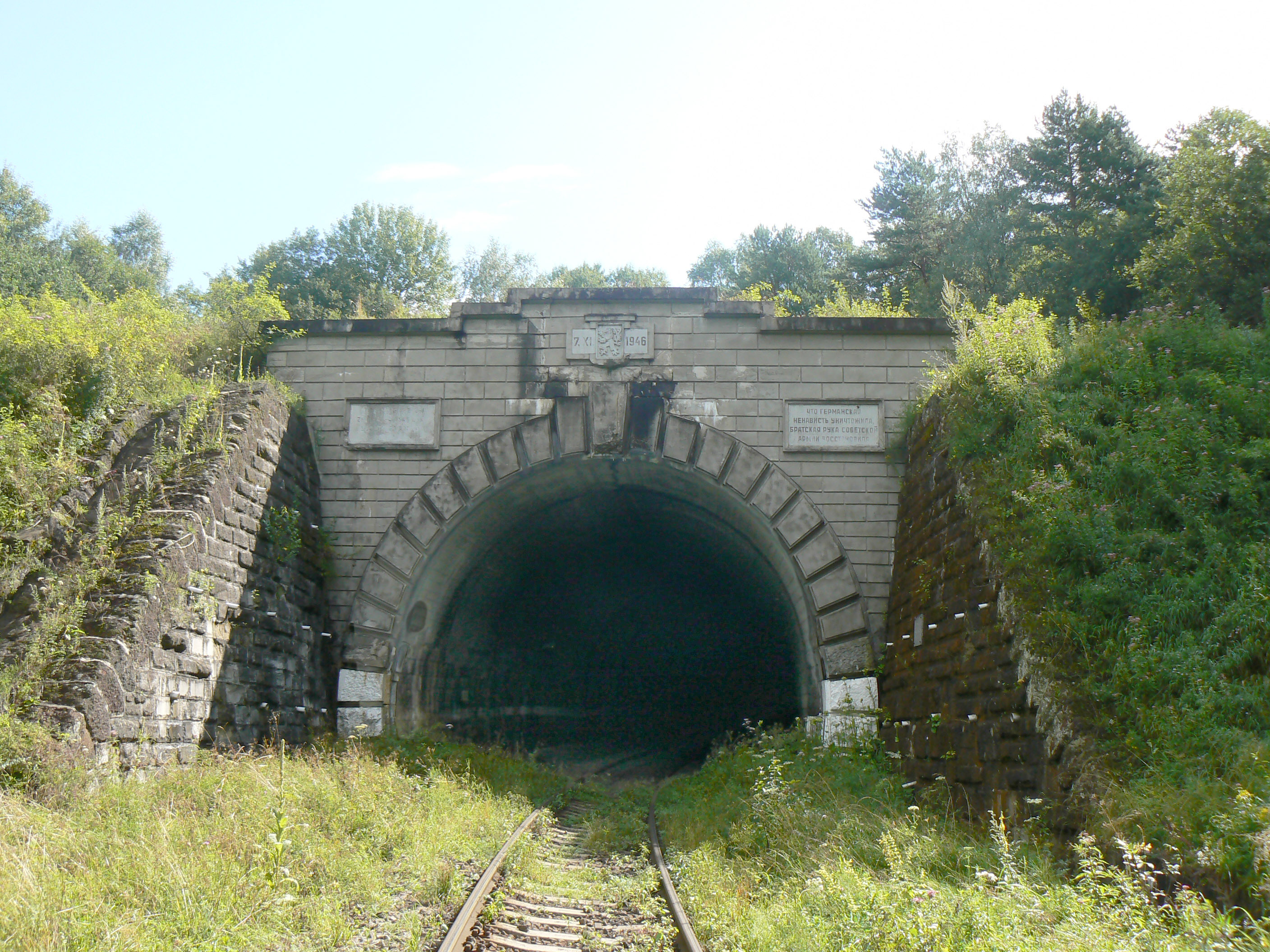
Wylot tunelu pod przełęczą Łupkowską na stronę słowacką

## Historia[1][2][3][4]
20 listopada 1619 r. lisowczycy, pod dowództwem Walentego Rogawskiego (w sile 10 tysięcy), nie prowadząc taborów, nie musieli szukać dogodnego przejścia przez góry i wybrali niestrzeżoną przez wojska Jerzego II Rakoczego Przełęcz Łupkowską, dzięki temu przeszli na tyły jego wojska i zaskoczyli lekceważących ich Węgrów. 21 listopada 1619 r. doszło do zwycięskiej dla lisowczyków bitwy pod Závadą.
Podczas powstania krakowskiego 22 lutego 1846 r. od Przełęczy Łupkowskiej, z okolic Kalnicy i Leska, miał atakować Sanok Jerzy Bułharyn, dowodzący siłami miejscowymi i słowackimi. Po kilku potyczkach, przy dojściu do Zahutynia i nie mając wsparcia od północy, wycofał się na Węgry. 
W 1874 została ukończona Pierwsza Węgiersko-Galicyjska Kolej Żelazna biegnąca przez Przełęcz Łupkowską. Łączyła ona prowincje Austro-Węgier leżące po dwóch stronach łańcucha karpackiego – Galicję i Węgry. Pod samym grzbietem linię przeprowadzono tunelem długości 416 m (z czego 234 m na terenie dzisiejszej Słowacji). Linia początkowo była jednotorowa (od 1896 r. – dwutorowa). Doradcą prawnym przy budowie Kolei Łupkowskiej był dr Erazm Łobaczewski.
Był to ważny obiekt strategiczny umożliwiający transport wojsk na drugą stronę Karpat i dowóz zaopatrzenia do Twierdzy Przemyśl, dlatego też w czasie I wojny światowej toczyły się wielokrotnie o przełęcz ciężkie walki. W 1915 wycofujące się wojska rosyjskie wysadziły tunel w powietrze. Również w czasie II wojny światowej tunel był niszczony przez wycofujące się w 1939 r. Wojsko Polskie, które uniemożliwiło wykorzystanie tunelu przez najeżdżającą armię niemiecką. Przełęcz tę Niemcy przekroczyli dopiero 12 września 1939 r. Zaś w 1944 tunel wysadziły wojska niemieckie. 
Wojska radzieckie przekroczyły przełęcz 18 października 1944. Wobec zniszczenia tunelu, Rosjanie, podczas operacji dukielsko-preszowskiej oraz posuwania się frontu na południe i zachód, ułożyli tory wierzchem przełęczy, jednak był to przejazd bardzo stromy i niebezpieczny. Jeden ze składów wykoleił się i wybuchł, a załoga zginęła.
Po wojnie tunel odbudowano, jednak był on rzadko wykorzystywany do przewozów towarowych. Dopiero w latach 90. ponownie uruchomiono trasę przez przełęcz, a w 1999 także kolejowe przejście graniczne i zaczęły tędy jeździć na Słowację pociągi osobowe (we wcześniejszych latach jeździły tylko tymczasowo w przypadku nieprzejezdności linii kolejowej z dawnym przejściem granicznym Muszyna-Plaveč).
Sąsiednimi przełęczami w granicznym grzbiecie Karpat są: na zachodzie Przełęcz Radoszycka, a na wschodzie Przełęcz nad Roztokami Górnymi. 

## Przełęcz w kulturze masowej
W 2017 roku w grze Battlefield 1 w ramach dodatku „W imię Cara” pojawiła się mapa przedstawiająca Przełęcz Łupkowską i walki w jej regionie w okresie I wojny światowej.